# NGC 5102

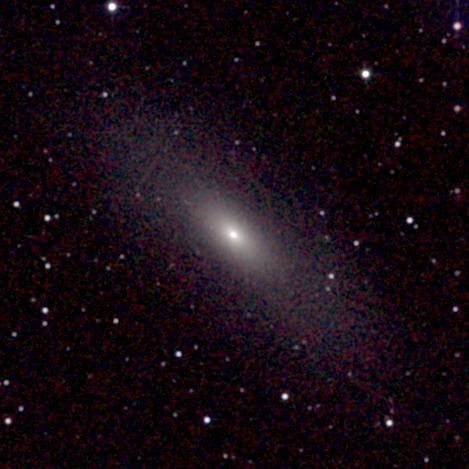
NGC 5102

NGC 5102 es una galaxia lenticular en el Grupo M83/NGC 5128. Fue descubierta por John Frederick William Herschel en 1835. Por lo menos dos técnicas han sido utilizadas para medir las distancias a NGC 5102. La técnica de medida de distancia basada en las fluctuaciones del brillo superficial calcula las distancias a las galaxias espirales basada en la granulación de la aparición de sus protuberancias. La distancia medida a NGC 5102 usando esta técnica es de 13,0 ± 0,8 millones de años luz (4,0 ± 0,2 Mpc). Sin embargo, NGC 5102 está lo suficientemente cerca para que el método de la punta la rama de las gigantes rojas (TRGB) pueda ser utilizado para estimar su distancia. La distancia estimada de NGC 5102 con esta técnica es de 11,1 ± 1,3 millones de años luz (3,40 ± 0,39 Mpc). En promedio en conjunto, estas medidas de distancia dan una estimación de la distancia de 12,1 ± 0,7 millones de años luz (3,70 ± 0,23 Mpc).
- Datos: Q1116997
- Multimedia: NGC 5102 / Q1116997